# El Torres
Pour les articles homonymes, voir Torres.
 (novembre 2018).
Si vous disposez d'ouvrages ou d'articles de référence ou si vous connaissez des sites web de qualité traitant du thème abordé ici, merci de compléter l'article en donnant les références utiles à sa vérifiabilité et en les liant à la section « Notes et références ».
El Torres (né Juan Antonio Torres, le 19 juillet 1972 à Málaga) est un scénariste de bande dessinée espagnol.

## Biographie
Après une brève carrière dans le fanzinat, il devient à la fin des années 1990 directeur éditorial chez MegaMultimedia (es), où il développe plusieurs séries génériques dont il écrit souvent les scénarios. En 2001, il quitte son poste et fonde plusieurs maisons d'éditions dans les années suivantes. L'une d'elles, Malaka Studios a pour objectif de faire percer sur le marché américain les auteurs espagnols. Après avoir réussi à faire publier par IDW Publishing en 2011 Aokigahara : La Forêt des Suicides, il fonde en 2012 Amigo Cómics, avec pour objectif la publication directe sur le marché américain.
En 2011, il publie le roman graphique biographique Sur les traces de Garcia Lorca (La Huella de Lorca) sur Federico García Lorca, poète et dramaturge espagnol chez l'éditeur Norma Editorial, avec le dessinateur Carlos Hernández.

## Prix
- 2012 : Prix Haxtur de la meilleure histoire longue (avec Gabriel Hernández), du meilleur scénario et du « finaliste ayant reçu le plus de votes » pour Aokigahara : La Forêt des suicides.